# Holon
Holon (ebraică: חוֹלוֹן) este un oraș în Israel, situat pe șesul coastei centrale, la sud de Tel Aviv, facând parte din conglomerația metropolitană   denumită Guș Dan  în districtul Tel Aviv.  Orașul are circa 180,000 de locuitori. În oraș locuiește circa jumătate din populația samariteană din lume, care însumează în zilele noastre doar șapte sute de persoane.
Numele orașului derivă  de la cuvântul ebraic:
hol =  חול, însemnând nisip.

## Personalități născute aici
- Eli Cohen (politician) (n. 1972), om politic.